# Колбинка
Ко́лбинка (рос. Колбинка) — село у складі Молчановського району Томської області, Росія. Входить до складу Тунгусовського сільського поселення.

## Населення
Населення — 186 осіб (2010; 249 у 2002).
Національний склад (станом на 2002 рік):
- росіяни — 91 %